# Ломами
За едноименната провинция вижте Ломами (провинция).
Ломами (на френски: Lomami) е река в Централна Африка, в Демократична република Конго, ляв приток на Конго. Дължината ѝ е 1450 km, а площта на водосборния басейн – 103 900 km². Река Ломами води началото си на 1118 m н.в. от източната част на платото Катанга, на около 30 km западно от град Камина, в южната част на ДРК. По цялото си протежение тече основно в северна посока, успоредно на река Луалаба (Конго), като дълбоко се врязва в стъпаловидните плата през които протича, образувайки многочислени бързеи, прагове и водопади. Влива се отляво в река Конго, на 371 m н.в., при град Исанаги, на 82 km северно от Екватора. Река Ломами има тесен и дълъг водосборен басейн, в който липсват големи притоци. Основните ѝ притоци са: леви – Лукаши, Лубимби, Униа, Вуху, Туту, Ломбо, Лоха; десни – Луилу, Лобае. Подхранването на реката е предимно дъждовно и е пълноводна в периода на дъждовете, от септември до април, със среден годишен отток 1214 m³/s. Плавателна е в долното си течение, на 330 km от устието.